# Stipagrostis vulnerans
Stipagrostis vulnerans là một loài thực vật có hoa trong họ Hòa thảo. Loài này được (Trin. & Rupr.) De Winter miêu tả khoa học đầu tiên năm 1963.